# Give ’Em Enough Rope
Give ’Em Enough Rope ist das zweite Musikalbum von The Clash. Es erschien bei CBS Records im November 1978 im Vereinigten Königreich und im April 1979 in den Vereinigten Staaten bei Epic Records.

## Entstehung
Erste Aufnahmen für das Album wurden im Mai 1978 in den Marquee Studios in London gemacht. Jedoch wurden die Ergebnisse wegen einer Krankheit innerhalb der Band und Unzufriedenheit mit der Aufnahme verworfen. Im Juni wurden in drei Londoner Tonstudios (Basing Street, CBS und Utopia) erneut Aufnahmen gemacht, die kurzzeitig wegen der On Parole-Großbritannien-Tournee unterbrochen werden mussten. Im September waren die Aufnahmen abgeschlossen, das Album war bereit für die letzte Abmischung.
Ursprünglich wollte die Band Chris Thomas und Bill Price, von deren Arbeit auf dem Sex-Pistols-Album Never Mind the Bollocks, Here’s the Sex Pistols sie begeistert war, als Produzenten verpflichten, jedoch waren diese bereits ausgebucht. Schließlich wurde Sandy Pearlman als Produzent verpflichtet. Es ist bis heute umstritten, ob Pearlman auf Druck von CBS eingestellt wurde oder ob es tatsächlich eine freie Entscheidung der Band war.
Auf Pearlmans Anweisung hin flogen The Clash in die Vereinigten Staaten, um dort letzte Verbesserungen aufzunehmen und das Album endgültig abzumischen. Dazu begab man sich in das Automatt Studio in San Francisco (829 Folsom Street, heute nicht mehr vorhanden) und zusätzlich nach New York zu Record Plant und zu Electric Lady.
Während der Aufnahmen in San Francisco entdeckte The Clash in einem Laden nahe den Studios eine „End Of The Trail“ betitelte Postkarte, die einen toten Cowboy, der von Geiern verzehrt wird, zeigt. Die Karte avancierte zum Cover des Albums, nachdem sie noch mit einigen Farbänderungen im Warhol’schen Stil versehen worden war. Gene Greif war der verantwortliche Designer.

## Rezeption
Das Album verkaufte sich gut, erreichte Platz 2 der britischen Charts. In den USA war die Platte die erste erhältliche Aufnahme von The Clash und erreichte immerhin Platz 128 der Charts.
Der Rolling Stone, das Time Magazine und die bekannte britische Musikzeitschrift Sounds wählten das Album zum Album des Jahres 1978. Sounds hatte es bereits zuvor mit Lob überhäuft, David Mculloch bezeichnete den Stil als „schwappenden, krummen Heavy-Metal“ und erklärte es zur „besten LP seit der The Clash-LP, die beide, das behaupte ich, alles bisher Dagewesene übertreffen.“
Rolling Stone (USA): "'Give'em Enough Rope' ist ein souveränes Stück Musik. Der Sturm bricht los mit der ersten Note und läßt nur zwischendurch mal nach (...) Was man aus dem Gitarrengeratter (The Yardbirds versetzt mit Captain Beefheart, Reggae und Mott The Hoople, alles verankert in einem wuchtigen Beat) heraushören kann, ist das Verlangen nach Drama und Leidenschaft: The Clash wollen die gefährlichsten Stimmungen und Fantasien ihrer Zeit einfangen, nicht selbst Position beziehen."
The Village Voice (USA): "Wie viele andere Clash-Fans fand ich es zuerst enttäuschend, aber Enttäuschung ist relativ. Im Vergleich zu 'The Clash', einer der großartigsten Rock-LPs aller Zeiten, oder einer Kassette mit ihren Singles, klingt es überladen. [...] Es ist nicht unter den großartigsten Rockalben aller Zeiten, aber unter den besten des Jahres."
Sounds (Deutschland): "'Rope' ist ein fantastisches Rock-Album, weil die Clash die Wurzeln des Rock, die für sie hauptsächlich im Beat der 60er Jahre liegen, bei den Stones und Who, für sich lebendig anwenden. 'Rope' ist fatal, weil es daherkommt, als ob Rock'n'Roll nicht nur interpretieren, sondern verändern könnte."

## Liedinfos
Für den amerikanischen Markt wurde das Lied „All The Young Punks“ in „That’s No Way To Waste Your Youth“ umbenannt, da man die mögliche Falschinterpretation von Punk für zu anstößig für den amerikanischen Markt hielt.
Ende 1978/Anfang 1979 wurden die Lieder „Tommy Gun“ und „English Civil War“ als Singles veröffentlicht. Sie erreichten in den britischen Charts die Plätze 19 und 25. Bei „English Civil War“ handelt es sich um ein textlich veränderte Version des amerikanischen Bürgerkriegslieds „When Johnny Comes Marching Home“. 
„Guns on the Roof“, das erste Lied der B-Seite, spielt auf ein Ereignis der Bandgeschichte an: Ein bewaffnetes Anti-Terror-Kommando der Metropolitan Police stürmte das Bandhauptquartier am Camden Market, nachdem Paul Simonon und Topper Headon vom Dach des Gebäudes mit einem Luftgewehr auf wertvolle Brieftauben geschossen hatten. Sie wurden wegen Sachbeschädigung verklagt und zu einer Geldstrafe von 750 £ verurteilt.

## Titelliste
Alle Lieder wurden von Mick Jones und Joe Strummer geschrieben.
1. Safe European Home – 3:50
2. English Civil War  – 2:35
3. Tommy Gun – 3:17
4. Julie’s Been Working for the Drug Squad – 3:03
5. Last Gang in Town – 5:14
6. Guns on the Roof – 3:16
7. Drug-Stabbing Time – 3:43
8. Stay Free – 3:40
9. Cheapskates – 3:25
10. All the Young Punks (New Boots and Contracts) – 4:55

Die ersten Exemplare der GB-Ausgabe enthielten zusätzlich ein Poster, das auf der einen Seite The Clash, auf der anderen Seite eine Karte mit Anschlagszielen für Terroristen zeigte.